# Hartland (Wisconsin)
Pour les articles homonymes, voir Hartland.
Hartland est un village du comté de Waukesha dans le sud-est de l'État américain du Wisconsin. S'étendant le long de la Bark River (en), il est situé en grande banlieue ouest de  Milwaukee. Sa population était de 9110 habitants lors du recensement fédéral de 2010. 